# Boys (Summertime Love)
Boys (Summertime Love) è un brano della cantante pop italiana Sabrina Salerno, terzo singolo estratto dal suo album di debutto Sabrina.
Fu il primo brano della cantante ad essere pubblicato nel Regno Unito, dove riuscì a spingersi fino alla terza posizione della classifica, e riscosse successo anche in diverse altre nazioni, come ad esempio la Francia e la Svizzera, dove rimase in prima posizione per 5 settimane. È il singolo più conosciuto della cantante.

## Descrizione
Il singolo è stato pubblicato il 29 maggio 1987, arrivando durante l'estate ai primi posti delle classifiche spagnole, francesi, italiane e svizzere. Il brano ha inoltre raggiunto la terza posizione della classifica dei singoli inglese, evento alquanto raro per un'artista italiana.
È stato poi ripubblicato con diversi remix in Francia nel 1995 (col titolo Boys '95) e nel 2003 (come Boys Boys Boys (The Dance Remixes)). Nel 2008 Sabrina Salerno ha reinciso il brano in una nuova versione, inserita nel suo album di quello stesso anno Erase/Rewind Official Remix.

## Video musicale
Il singolo è stato pubblicizzato con un video musicale, che vede la procace cantante in una piscina insieme ad altri bagnanti. Il videoclip ha contribuito al successo della canzone perché mostrava le forme della cantante; in particolare, durante il video, il bikini cede e s'intravedono più volte i suoi capezzoli. Il video è stato registrato il 17 settembre 1986 al Florida Hotel di Jesolo ed è stato il primo video musicale ad essere censurato nel Regno Unito.

## Cover
Del brano sono state incise alcune cover: nel 1994 il gruppo francese Ludwig von 88 ne ha eseguito una cover in versione punk rock inserita nell'album 17 plombs pour péter les tubes.
Un'altra cover è stata eseguita dal gruppo musicale britannico delle Cheeky Girls, nel Natale del 2006, con alcune varianti e intitolata "Boys and Girls (Christmas Time Love)".
Un'ulteriore cover è stata incisa nel 2010 dal duo slovacco TWiiNS, assieme al rapper tedesco Carlprit, le quali hanno girato il relativo video musicale in parte negli stessi luoghi a Jesolo dove fu girato il video di Sabrina Salerno.

## Tracce
7" single Chic
1. Boys (Summertime Love) – 3:56
2. Get Ready (Holiday Rock) – 3:20

7" single Dureco Benelux
1. Boys (Summertime Love) – 3:30
2. Get Ready (Holiday Rock) – 3:30

12" single
1. Boys (Summertime Love) (Extended Mix) – 5:40
2. Boys (Summertime Love) (Dub Version) – 5:35
3. Get Ready (Holiday Rock) – 3:30

CD single - 1995 release
1. Boys '95 (Radio Lovers Remix) – 5:36
2. Boys '95 (N.Y.D.P. Mix) – 3:40

## Classifiche
| Classifica (1987/88)        | Posizione raggiunta |
| --------------------------- | ------------------- |
| Australia                   | 11                  |
| Austrian Singles Chart      | 5                   |
| Dutch Singles Chart         | 5                   |
| Europa                      | 3                   |
| Finnish Singles Chart       | 2                   |
| French SNEP Singles Chart   | 1                   |
| German Singles Chart        | 2                   |
| Grecia                      | 2                   |
| Irish IRMA Singles Chart    | 3                   |
| Italian Singles Chart       | 3                   |
| Norwegian Singles Chart     | 3                   |
| South African Singles Chart | 14                  |
| Spanish Singles Chart       | 2                   |
| Swedish Singles Chart       | 5                   |
| Swiss Singles Chart         | 1                   |
| UK Singles Chart            | 3                   |

| Classifica di fine anno (1987)  | Posizione |
| ------------------------------- | --------- |
| Swiss Singles Chart             | 7         |
| Classifica italiana dei singoli | 23        |
| Classifica di fine anno(1988)   | Posizione |
| Australian Singles Chart        | 41        |